# Псевдорхис
Псевдо́рхис (лат. Pseudorchis) — монотипный род травянистых многолетников семейства Орхидные (Orchidaceae), включающий единственный вид — псевдо́рхис белова́тый (лат. Pseudorchis albida). Распространён в тундровой зоне на севере Европы и в высокогорьях (Альпы, Татры, Карпаты Урал), а также в Северной Америке. Одна из самых северных орхидей.

## Распространение и экология
Распространён в тундровой зоне и в высокогорьях (Альпы, Татры, Карпаты, Родопы, Урал) Европы, на островах в Атлантике (Исландия, Ирландия, Гренландия), в Малой Азии и на северо-востоке Северной Америки. В горы заходит до высоты 2600 м.
В России отмечен в Мурманской, Архангельской областях, Республике Коми, Ямало-Ненецком (сборы Б. Н. Городкова) и Ханты-Мансийском автономных округах.
Растёт одиночно или небольшими группами. Приурочен к сырым альпийским лугам, болотам, сырым тундрам, редколесьям, хвойным лесам. Обладает большой экологической пластичностью в отношении освещения. Обычно растёт на хорошо освещённых местах, но в более южных частях ареала может встречаться под пологом леса. Кислотность почвы также может широко варьировать (pH 5,6—7,8). Зимостоек, но локальные местообитания обычно характеризуются хорошим снегонакоплением зимой.

## Ботаническое описание

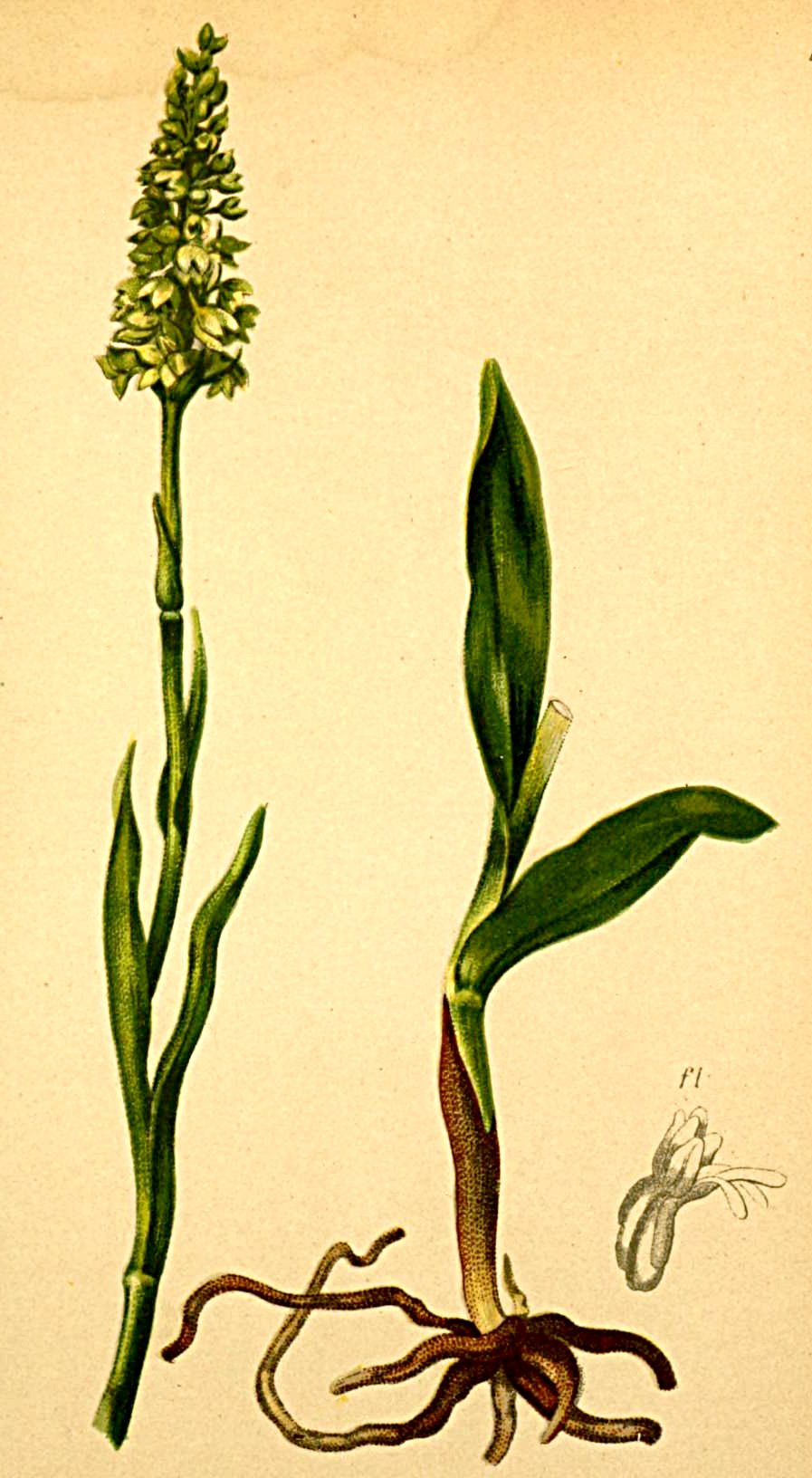
Иллюстрация из книги Антона Хартингера «Atlas der Alpenflora», 1882

Корневище отсутствует. Корнеклубни диаметром 3—5 мм, собраны пучком и иногда срастаются в основании. Придаточные корни немногочисленные, тонкие 1—1,5 мм толщиной, 3—7 см длиной.
Стебель 12—40 см высотой, прямой, утолщённый в основании, олиственный.
Листья в числе трёх — семи, продолговато-языковидные, сложенные, 1—2 см шириной и до 8 см длиной.
Соцветие цилиндрическое, плотное, многоцветковое. Прицветники листовидные, постепенно уменьшающиеся к вершине соцветия.
Цветки мелкие, белые или слегка желтоватые, с несильным приятным запахом. Губа 5—6 мм длиной глубоко трёхраздельная на цельные, почти равные лопасти. Шпорец короткий (2,5 мм). Завязь сидячая, заметно длиннее околоцветника.
Плод — коробочка.
Число хромосом 40, 42.

## Размножение и развитие

### Индивидуальное развитие
Размножается почти исключительно семенами. Подземное развитие заростка продолжается до четырёх лет. За это время он образует моноподиально нарастающий побег с шестью — восемью узлами, толщиной 3—5 мм. Почки закладываются в пазухах плёнчатых листьев.

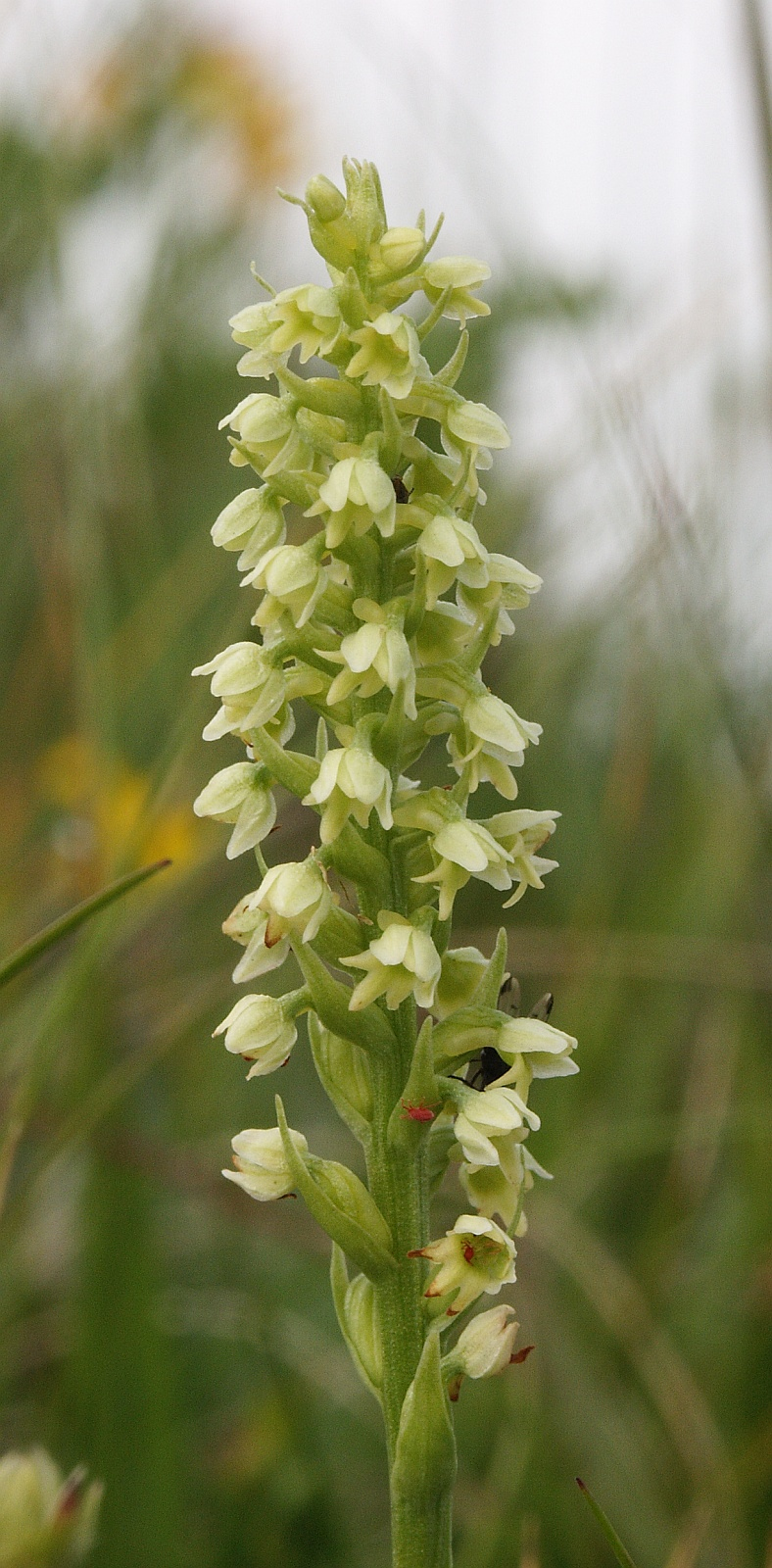
Соцветие

Ювенильное растение несёт один придаточный корень, несколько чешуевидных и один зелёный лист длиной 3—4 см и шириной 2—4 мм. Связь молодого растения с заростковой подземной частью может продолжаться от одного до трёх лет и утрачивается ко времени формирования стеблевого тубероида (клубневидного утолщения), который является запасающим и зимующим органом. Возможен также переход к покоящемуся состоянию в случае неблагоприятных условий. Как заростки, так и взрослые растения находятся в симбиотических отношениях с грибами.

### Сезонное развитие
Вегетационный период продолжается от 2,5 до 6 месяцев в разных частях ареала. На севере листья появляются в середине июня и отмирают к концу августа. Внутрипочечное развитие побега длится два года. Закладка соцветия и дифференциация цветков происходит в середине июля, за год до цветения этого побега. Сроки цветения от середины июня на юге ареала и до середины августа на севере. Опылителями служат различные насекомые, в том числе дневные и ночные бабочки, привлекаемые запахом и нектаром. Также возможно самоопыление, о чём говорит высокая завязываемость плодов (до 80 %).

## Синонимы
Систематика единственного вида неоднократно пересматривалась, результат чего — длинный ряд синонимов:
- Satyrium albidum L., 1753 basionym
- Orchis albida (L.) Scop., 1772
- Habenaria albida (L.) R.Br., 1813
- Gymnadenia albida (L.) Rich., 1817
- Sieberia albida (L.) Spreng., 1817
- Coeloglossum albidum (L.) Hartm., 1820
- Entaticus albidus (L.) Gray, 1821
- Chamorchis albida (L.) Dumort., 1827
- Platanthera albida (L.) Lindl., 1829
- Peristylus albidus (L.) Lindl., 1835
- Leucorchis albida (L.) E.Mey., 1848
- Bicchia albida (L.) Parl., 1860

В состав рода Pseudorchis кроме Pseudorchis albida иногда включают Pseudorchis straminea. Недавние исследования обнаружили лишь небольшие различия у этих видов, поэтому в большинстве случаев их считают морфологическими вариантами Pseudorchis albida.

## Охранный статус
Вид занесён в Красные списки многих европейских государств (Нидерланды, Украина, Норвегия и другие), а также в региональные Красные книги Мурманской и Архангельской областей, Республики Коми.

## Прочие сведения
В 1995 году в Гренландии выпущена почтовая марка с изображением псевдорхиса беловатого. Названия вида приведены на трёх языках: гренландском (isigammaaq), латыни (Leucorchis albida), и датском (satyrblomst).